# Leventina-völgy

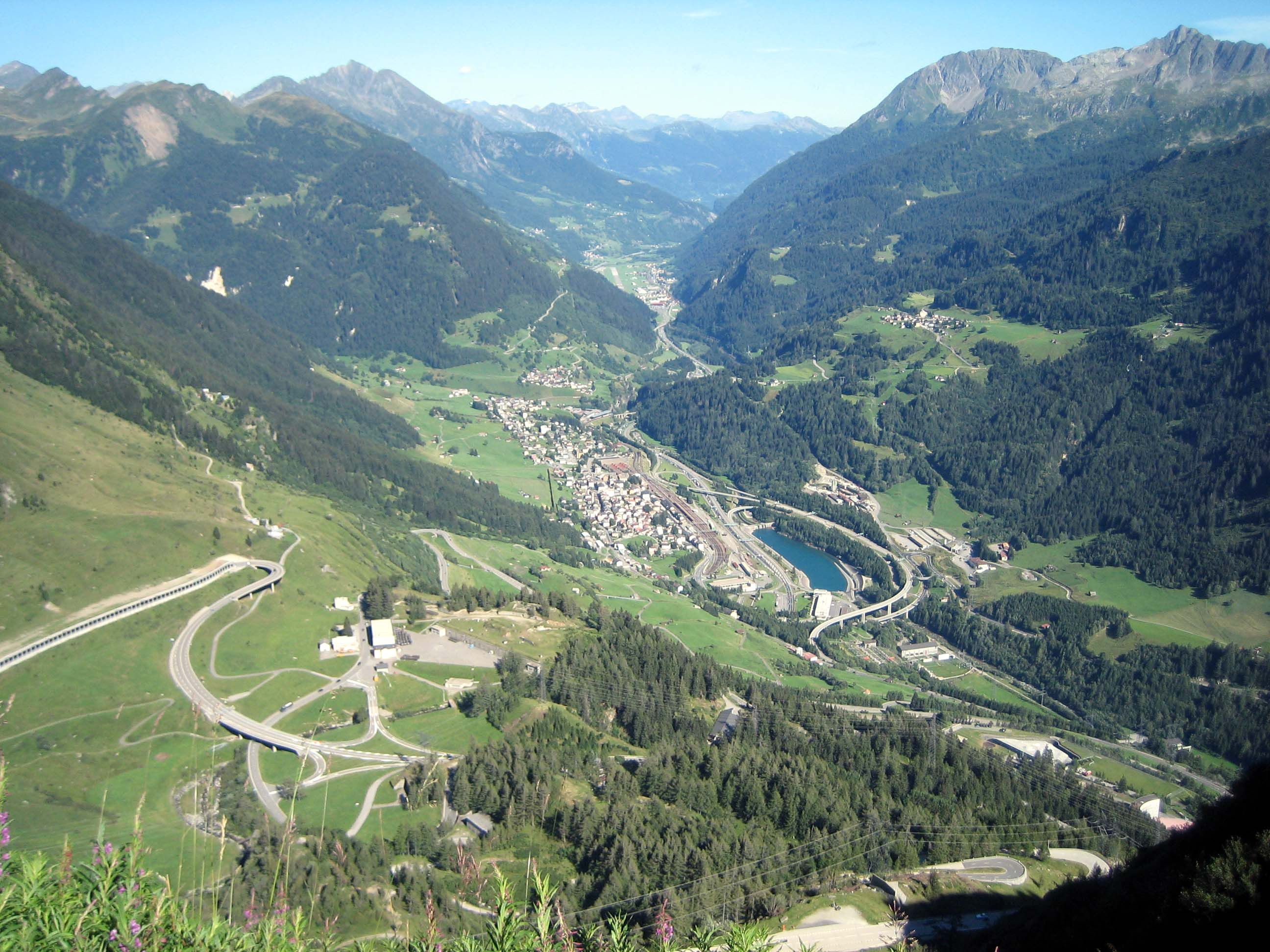
A Leventina-völgy

A Leventina-völgy  (olaszul Valle Leventina, németül röviden Leventina, vagy régiesen Livinental) a svájci Ticino (Tessin) kantonban található völgy.
A Leventina-völgy a Szent Gotthárd-hágó déli végén található Airolótól egészen Biascáig húzódik és végig folyik rajta a Ticino-folyó. A völgy egy fontos európai észak-déli tengely vonalán  fekszik: az északi részén lévő Gotthárd-hágó évszázadokon keresztül meghatározta a völgy történelmét. Korábban a Leventina-völgyön keresztül vezetett a régi Gotthárd-út, később a Gotthárd-vasút, majd a Bázelt ésChiassót összekötő A2 autópálya. Bodióban található a most készülő, világ leghosszabb vasúti alagútjának (Neue Eisenbahn-Alpentransversale, NEAT) déli állomása.
A Leventina-völgynek számos mellékvölgye van, közülük a legfontosabbak a jobb oldalon a Piumogna-völgy (Val Piumogna) Dalpéban, a Chironico-völgy (Val Chironico) és a Val d’Ambra Personicoban, valamint a bal oldalon a Canaria-völgy (Val Canaria) Airolóban és a Piora-völgy (Val Piora) Piottánál.
A völgyet szakadékok osztják három részre: Alta Leventina (Felső-Leventina), Media Leventia (Közép-Leventina) és Bassa Leventina (Alsó-Leventina).
A Leventina-völgyben olaszul beszélnek, de egyfajta dialektussal, ami a rétorománhoz hasonlít - különösen a völgy felső részében. Itt érezhető az északi hatás is: Airolóban például sok szó a német nyelvből származik. A völgyben minden térség saját aldialektussal rendelkezik, ezen belül a települések tájszólása is eltérő lehet.

## Fordítás
- Ez a szócikk részben vagy egészben  a   Valle Leventina című német Wikipédia-szócikk fordításán alapul.  Az eredeti cikk szerkesztőit annak laptörténete sorolja fel. Ez a jelzés csupán a megfogalmazás eredetét és a szerzői jogokat jelzi, nem szolgál a cikkben szereplő információk forrásmegjelöléseként.